# フォード・ジャパン
“フォード・ジャパン・リミテッド”（Ford Japan Limited,略称：FJL）は、アメリカ合衆国の自動車メーカーであるフォード・モーターの100%子会社で、日本でフォード・モーターの自動車を輸入販売していた会社。米国法に基づいて設立された会社で、登記上の本店は米国・ミシガン州ディアボーン、日本の本社は東京都港区虎ノ門にあった。

## 会社の変遷
- 1974年、フォード商品の輸入会社として「フォード自動車（日本）株式会社」（略称:FOJ）を設立。
- 1981年、マツダとフォード及び取引企業の共同出資によりフォード車の販売会社として「株式会社オートラマ」を設立。
- 1997年、「オートラマ」が「フォードセールスジャパン株式会社」（略称:FSJ）へ社名変更。
- 1999年3月、マツダ及び取引企業が保有するFSJ株を全てFOJが買い取り「フォード・ジャパン・リミテッド」（略称:FJL）を設立し、自動車部品事業を除くFOJとFSJの全ての事業及び資産をFJLに譲渡する。直営販売会社として「フォード・ジャパン・ディーラー・リミテッド」（略称:FJDL）を設立し、関東エリアの旧オートラマ直営店舗および他企業経営の一部店舗を引き継いで直営店として運営を開始する。
- 2000年11月、「フォード関西」の親会社イズミヤが事業整理により経営撤退することから全店舗の運営を継承。
- 2016年1月25日、『「収益改善への合理的な道筋」が見えない』ことを理由に、2016年中に日本市場から撤退すると報じられた[1][2]。全従業員宛てに送った電子メールでは「日本市場の閉鎖性」を挙げている。とはいえ、例えばメルセデス・ベンツ、BMW、フォルクスワーゲン、アウディと言ったドイツ車はむしろ売り上げを伸ばしており、自動車評論家の小沢コージは、大衆車を高級車価格で売ろうとしたフォードの怠慢が原因だと断じている。実際、車の右ハンドル化やナビなどのローカライズは全く行われないか、中途半端なものが多かった。アメリカの自動車ジャーナリストのバーテル・シュミットは、日本市場は閉鎖的ではなく、むしろオープンであると述べている。
- 2016年1月26日、フォード・ジャパンのウェブサイトで、2016年下半期をもって日本国内の事業を全て終了する旨が正式に発表された。事業終了後はFJLとFJDLは完全閉鎖となり、全国の販売会社はディーラー契約が解除されて、日本国内の正規ディーラー網は消滅。戦中・戦後の中断はあるものの、1905年の日本進出から数えて111年にわたる日本での事業展開が終了した。
- 2016年9月30日、フォード・ジャパンのサイトでお知らせを除く全コンテンツが閉鎖される。
- 2017年1月、フォード・ジャパンのサイトのトップページが、アフターサービス委託先「ピーシーアイ」フォード事業のウェブサイトへ遷移し、フォード・ジャパン・ディーラー・リミテッドのサイトが消滅した。

## ディーラー
当初「オートラマ店」の名称でフォード車及びフォードブランドのマツダOEM車の販売を行っていた。1994年に「フォード店」に名称を変更し、輸入フォード車のラインナップ充実を図っていた2000年より段階的にマツダOEM車の販売を中止し、2003年に商品ラインナップの全てを輸入フォード車へ切り替えていた。
1999年に直営販売会社が設立されて以降は、ブランドイメージ向上施策によるマツダOEM車の販売中止、直営店重視施策や輸入フォード車の販売不振も重なり、各地でフォード店の閉鎖・撤退や経営譲渡が続出した。例として、かつては23店舗と日本最多のフォード店が存在した千葉県では2015年5月現在、その数を1店舗にまで減らしていた。2015年5月現在、岩手県・秋田県・山形県・群馬県・石川県・福井県・奈良県・和歌山県・鳥取県・島根県・高知県・佐賀県・長崎県・熊本県・大分県・宮崎県・沖縄県はディーラーが所在しなかった。そのため全盛期の1990年代中頃と比較して販売台数、販売力ともに大幅に落ちている状況にあった。
日本撤退の発表後、部品供給・延長保証等のアフターサービスについては他社への引継ぎを協議中とされていたが、2016年10月1日よりVTホールディングスグループの「ピーシーアイ」が全国の部品供給・リコール対応およびアフターサービスの保証業務を開始することが、2016年6月14日付けで両社正式に発表された。同年9月28日、ピーシーアイによるフォード事業のHPが開設された。
一方、全国の店舗の営業は当面存続するとされていたが、フォード・ジャパン認定中古車の販売が6月末で終了し、2016年9月末までに完全閉鎖・グループ内別店舗での対応および他企業へ引き継ぎとするなどの閉店処理が進められ、営業継続の企業はピーシーアイと契約してアフターサービス業務を行うこととなった。これによりオートラマ以来続いたフォードの日本正規ディーラー網は消滅し、ピーシーアイによる「フォード認定サービスディーラー」網に生まれ変わることとなった。

### 正規ディーラー・アフターサービス網および運営企業
2025年4月現在。撤退後は各店舗や法人の個別判断で、フォードの看板や名前が消えたり残ったりしている。また、独自の並行輸入でフォード新車の販売を行っている法人もある。★印は撤退当時正規ディーラー網に未加入で、指定サービス工場の看板を出している（及び出していた）企業。秋田県・石川県・福井県・奈良県・和歌山県・島根県・高知県・佐賀県・長崎県・熊本県・大分県・宮崎県はフォード認定サービスディーラーは存在しない。なお「ピーシーアイ管轄の認定サービス工場」の看板は「Ford Authorized Parts&service」である。
- フォード・ジャパン・ディーラー・リミテッド（東京・埼玉・千葉・大阪・兵庫）

2016年9月26日、同社公式HPにて、9月30日付けで全店完全閉鎖の旨を発表。一部店舗を除き店舗ごと他企業へ譲渡し、10月1日以降は引き継いだ各企業が自身のビジネスと並行してアフターサービス業務を請け負う。
成城店：→サンオータス。2016年12月より同社運営の「プジョー成城」として営業開始。
練馬店：→フォーシーズンズ。受付はグループ店舗「アウディ練馬」で対応し、サービス工場は別の場所にて開店。建物は2017年7月より、ボルボ・カー・ジャパンの直営ディーラー「ボルボ・カー練馬」として営業開始。
江戸川店：→ファイブスター東都（ダイワグループ・東大和市）。2017年4月より「Jeep江戸川」として営業開始（Jeep城東から移転オープン）。アフターサービスは中古車販売店 城東（旧・Jeep城東）が引き継ぐ。
多摩ニュータウン店：→村内外車センター。2016年10月より中古車店舗「村内ブランドセレクション」として営業開始。
大宮本郷店：閉鎖。
浦和店：→M.I.D.（旧北海道ブブ：光岡自動車）。2019年6月よりアウディ認定中古車店舗「Audi Approved Automobile 浦和」に改装。
浜野店：閉鎖。アフターサービスは地元の整備工場会社「高畠」が引き継ぐ。
堺店・平野店：閉鎖。アフターサービスは「フォーシーズンズ」が引き継ぐ。
西宮店：閉鎖。アフターサービスは、かつて「フォード神戸」を運営していた「神戸マツダ」（神戸本店・大久保店・西宮店）が引き継ぐ。建物は2017年7月より「SHOWA AUTO」（旧：昌和自動車）運営の「ポルシェセンター西宮・甲子園認定中古車センター」に改装。後に閉店し、2021年10月より「セブンスター」運営の「MINI西宮」に改装。
- フォーシーズンズ（フォード大阪東・枚方市）
- サンオータス（横浜市港南区）…2017年3月よりJeepの正規ディーラー「Jeep横浜港南」として営業開始。同じサンオータス運営の「プジョー横浜青葉店」「プジョー相模原店」でも対応。
- 北海自動車工業（北海道）…1912年よりフォード車の輸入販売を行い、戦後にはフォード製農業トラクターの日本総代理店も行っていた（現：日本ニューホランド）老舗。
- ワイエスオート(青森)…吉田産業が運営。
- ★トヨタカローラ秋田…旧フォード秋田中央。2002年の「フォード秋田」営業終了後を引き継いでいた。2022年にてサービス網から脱退。
- カメイオート（宮城）…1933年よりフォード車の輸入販売を行っている老舗。
- モーターランドホウセイ（郡山）
- ビジョナリテイリング（栃木）…所沢市の輸入車ディーラー「ビジョナリー」が運営。

2016年12月1日付けで、自社中古車販売店舗「カレボリンク・プレミアムネクスト」に変更。フォード栃木の看板も残す。
- ★サンワ（群馬）…地元の石油製品販売会社。2011年、正規ディーラー「エフエスオート」（フレッセイ）が完全閉鎖するにあたり、旧南高崎店にて指定サービス工場業務を引き継いでいる。
- ★宇田川コーポレーション（茨城）…旧オートラマ茨城。1998年に営業終了後も旧土浦店にて指定サービス工場業務を継続していたが、自動車販売事業からの撤退に伴い、2018年12月20日付でサービス網から脱退。
- ナオイオート（茨城）…旧運営元のカスミより譲受。2017年4月よりプジョーの正規ディーラー「プジョー守谷」として営業開始。
- オートパーク（新潟）…旧運営元の原信（アクシアル リテイリング）より譲受。
- 前田製作所(フォード西埼玉・鶴ヶ島)

2016年9月30日にて完全閉鎖。運営企業の「フォードマエダ」は「株式会社マエダオールサポート」に社名変更し自動車販売事業から撤退（その後マエダオールサポートは2021年4月、グループ内会社のサンネットワークマエダと合併し消滅）。アフターサービスはVTホールディングス運営の「日産サティオ埼玉・川越店」に引き継ぐ。店舗は前田製作所の営業所として使用していたが、営業所の移転後、2018年9月よりジャガー東京の店舗「ジャガー・ランドローバー・アプルーブド鶴ヶ島」として開店。その後閉店を経て、2023年8月より「ホンダカーズ埼玉・鶴ヶ島インター店」として改装開店。
- トップス・ジャパン（フォード神奈川・横浜市港北区）…トノックスの子会社。

2016年9月19日をもって営業終了。アフターサービスはトノックス上星川工場内のサービスセンターで対応。
- フォードライフ兵庫（フォード姫路）…旧ジャスコカーライフ（イオングループ）。ジャスコ時代からスバル車の販売も行っており、フォードの看板と同時に「スバルショップ」（兵庫スバル自動車販売協力店）の看板も出して営業していた。2016年10月8日より、フォードライフ兵庫の法人名はそのままで正式にスバルショップ専売店舗として営業開始。2017年3月、法人名を「株式会社APSカーライフ兵庫」に変更。
- VTホールディングス（フォードライフ中部、岐阜・三重）…旧運営元のジャスコカーライフより譲受した岐阜店、四日市店、松阪店を運営。2016年11月1日、フォードライフ中部の法人名を「エフエルシー株式会社」（Ford Life Chubuの略）に変更。
- 高沢産業…旧ジャスコカーライフのフォードライフ信州（長野）を譲り受け運営。2010年、自動車部品卸のムラキが運営していた「フォード山梨」も譲受け運営。

2016年10月8日に「フォード信州長野店」を「スズキアリーナエムウェーブ前」に、同年11月2日に「フォード信州松本高宮店」を「ルノー信州松本高宮店」に、同年12月3日に「フォード山梨」を「Jeep甲府」にそれぞれ店舗名を変更。
- エンケイ（フォード浜松、浜松市)…2016年12月1日付けで店舗名を「エンケイオートガレージ」に変更。2017年4月、「株式会社フォード浜松」はグループ内の福利厚生事業会社「エンケイリレーション株式会社」に吸収合併[6]。
- エー・エル・シー（静岡市・沼津市）…旧運営元の埼玉日産自動車より譲受
- 富山石油（富山。その後石川[7]・福井[8]もカバー）

2016年11月1日、運営法人「株式会社フォード富山」の社名を「株式会社マツダアンフィニトミセキ」（以前から経営していた旧ユーノス店の名称）に変更。
- NTPインポート（フォードNTP・名古屋市）…NTP名古屋トヨペットグループ

2016年6月30日にて終了。アフターサービスはグループ店の「NTP-VC・ボルボカー昭和」が引き継ぐ。
- フォード名古屋（春日井市）…旧マツダアクセサリーサービス。旧オートラマ販売網第1号店。2017年1月11日、運営法人「株式会社フォード名古屋」の社名を「株式会社クオリア」に変更。同年2月よりGM正規ディーラー「シボレー 春日井／キャデラック春日井」として営業（2019年10月にてディーラー権返上、認定サービス工場に変更）。2018年12月よりスズキのサブディーラー「スズキ春日井中央」として営業を開始。販売不振が長期化し資金繰りが悪化したことから2021年9月27日付けで閉店・完全閉鎖とし、11月18日付で名古屋地方裁判所より破産手続の開始決定を受けた[9]。建物は「ケイワークス名古屋ショールーム」として存続.
- マルエイソリューション（旧丸栄カーライフ・フォード岐阜中央）…2016年12月1日付けで店舗名を「マルエイカーズ岐阜」に変更。輸入車全般のほか、スズキとダイハツのディーラー権を取得し「ダイハツ丸栄岐阜」「スズキアリーナ丸栄岐阜」として同一敷地内で営業している。
- アイエーシーインターナショナル（フォード新滋賀）…「フォード滋賀」（滋賀交通）が営業終了した後、2010年より正規ディーラー権を取得し営業開始。2017年3月、彦根店および栗東本店をシトロエンDS Automobileブランドの専売店舗に改装。「DS SALON 彦根」（旧彦根店）「DS STORE滋賀」（旧栗東本店）として営業開始。
- 日光社（京都）…1918年よりフォード車の輸入販売を行っている老舗。輸入車販売店としても日本最古参になる。2019年頃よりフォード車の並行輸入を開始。現在もMustangやExplorerだけでなく、F-150やRangerといったピックアップ車の販売にも力を入れている。フォード車販売は3度目の再スタート。
- 山陽村上モーター(岡山)…2005年に「フォード岡山」（岡山マツダ）が営業終了した後、2006年より正規ディーラー権を取得し営業開始。
- ★鳥取マツダ（鳥取）…地場独立資本系のマツダディーラー。旧オートラマ鳥取。2019年にてサービス網から脱退。
- 広島マツダ（フォード広島・広島市)

2016年5月31日にて西条店、同年9月30日にて広島店と相次いで営業終了。アフターサービスは親会社の広島マツダ大州本店および西条店が引き継ぐ。「株式会社フォード広島」自体は2016年10月31日に解散し、2017年2月3日に広島地方裁判所から特別清算開始決定。広島店の建物は2017年8月に、同じ広島マツダ運営の「ボルボ・カー広島大州」（旧ボルボ・カーズ広島東の移転先）として改装。
- オージス（山口マツダ・フォード新山口）…地場独立資本系のマツダディーラー。2017年9月に、同じオージス運営の「ボルボ・カー山口」として全面建替リニューアル実施。アフターサービスは同店舗で行う。
- ノヴィルフォーワード(徳島・旧ノヴィルオートモーヴィルズ)…ノヴィルグループ。旧フォード徳島（キョーエイ→ニューセンチュリーモータース）が営業終了した後、2012年より正規ディーラー権を取得し営業開始[11]。2017年1月よりボルボ・カーズの正規ディーラー「ボルボ・カー徳島」として営業開始[12]。2021年年末付けでボルボ・カー徳島を閉店。閉店後ボルボ認定サービス工場としての営業を経て[13]、2023年6月より輸入中古車販売店「ノヴィルカーベイス・プレミアムカーセンター」に改装する。フォード車のアフターサービスはそのまま同店舗で行う。
- マルナカ（フォード東四国・香川）…株式会社フォード東四国の社名はそのままに、2017年3月よりルノーの正規ディーラー「ルノー高松」として営業開始。小さいながらもフォードの看板は残されている。なお、マルナカのイオングループ入り後、フォード東四国の株式は創業家の資産管理会社であるマルナカホールディングスに移され、現在はマルナカとマルナカホールディングスの間に資本関係は完全になくなっている。2024年11月、岡山県の大型トラック整備会社「ティ－エス自動車」（トランザホールディングスグループ）に全株を譲渡。
- フォードフジ（広島・愛媛）…フジが運営。

2016年5月7日、社名を「株式会社フジモータース」に変更し、9月1日、全店舗からフォードの看板を外す。愛媛県店舗はマツダオートザム店として運営し、広島県店舗は広島マツダの販売協力店として活動する。2020年3月より、愛媛県での受付窓口が久万ノ台店からエミフルMASAKI店に変更となる。
- フォード北九州（小倉）…旧オートラマ大栄（スーパー大栄）。2000年、スーパー大栄の事業整理による閉店・完全閉鎖が決まっていたところを、旧欧米モータース出身の当時の社長が中心になり、特定のスポンサーや大資本無しで別資本を立ち上げ分離独立で設立[14]。2017年3月、運営法人「株式会社フォード北九州」の社名を「株式会社西欧自動車」に変更し、プジョーの正規ディーラー「プジョー北九州」として営業開始。店舗改装の負担と販売不振が重なったことで債務超過が続いたことから、2020年2月29日付けで閉店・完全閉鎖とし、2020年5月8日に福岡地方裁判所小倉支部において破産手続きの開始決定を受けた[15]。
- 九州マツダ（フォード福岡中央・福岡市）

フォード撤退当時唯一の「マツダ100%出資」のディーラー。2016年5月31日をもって営業終了。アフターサービスは諸岡店が引き継ぐ。2022年にてサービス網から脱退。
- Misumi（鹿児島）
- ★丸貴（沖縄）

長く輸入車販売・整備を手掛ける地元の輸入車ディーラー。2014～2015年頃より前任の工場より引き継いで指定サービス工場となる。
- ★テーエス商会（東京・2017年より加盟）

輸入車部品の卸販売およびヴィンテージカーの輸入販売を行う。認定サービス工場はグループ内の輸入車整備部門「コーギーズサービス」（所沢市）に設置。かつては杉並区の本社にもあったが今は契約解除となっている。
- ★ウイングオート（愛知県清須市・2017年より加盟）

全国販売体制を保有する並行輸入車ディーラー。認定サービス工場は本社サービスファクトリーに設置。
- ★ニューエンパイヤガレージ（横浜市都筑区・旧：ニューエンパイヤモーター）

2017年より、チェッカーモータース（旧：フォーピラーズ・フォード新東京）の「アルファロメオ／フィアット横浜サービス」が行っていた認定サービス工場業務を引き継ぐ。2025年にて閉店及びサービス網から脱退。
- ★阿部商会（東京・2018年より加盟）

2018年永山 (多摩市)にて、アメリカ車の並行輸入車ディーラー「ABE CARS Tama Garage」を開店。同時に認定サービス工場に加盟する。
- ★ロッキー（さいたま市・2018年より加盟）

地元の並行輸入車ディーラー。
- ★パブリックオート（山形市・2018年より加盟）

地元の並行輸入車ディーラー。
- ★Ms.e-モビリティ岩手（盛岡市・2022年より加盟）

BYD AUTO正規ディーラー。スズキ正規ディーラー「盛岡スズキ自販」の子会社。

### 1990年代中頃の低価格路線
1994年、アメリカ製マスタングと欧州製モンデオを日本へ投入し、フォルクスワーゲン・ゴルフを標的とした比較広告展開を行うなど積極的に低価格を強調して、国産車並みの低価格で販売した。GM系のシボレーやオペルなどを輸入していたヤナセも追随してシボレー・カマロを大幅値下げし、オペル・ヴィータは150万円台のグレードを投入した。1996年に輸入フォード車の販売台数が21000台の最高記録を達成して低価格路線は短期的に成功するが、フォード＝廉価車というイメージを持たせリセールバリューにも影響するなどの弊害をもたらし、輸入車にプレミアム性を求める市場において中・長期的観点では結果的に失敗であった。

### ブランドイメージ向上施策

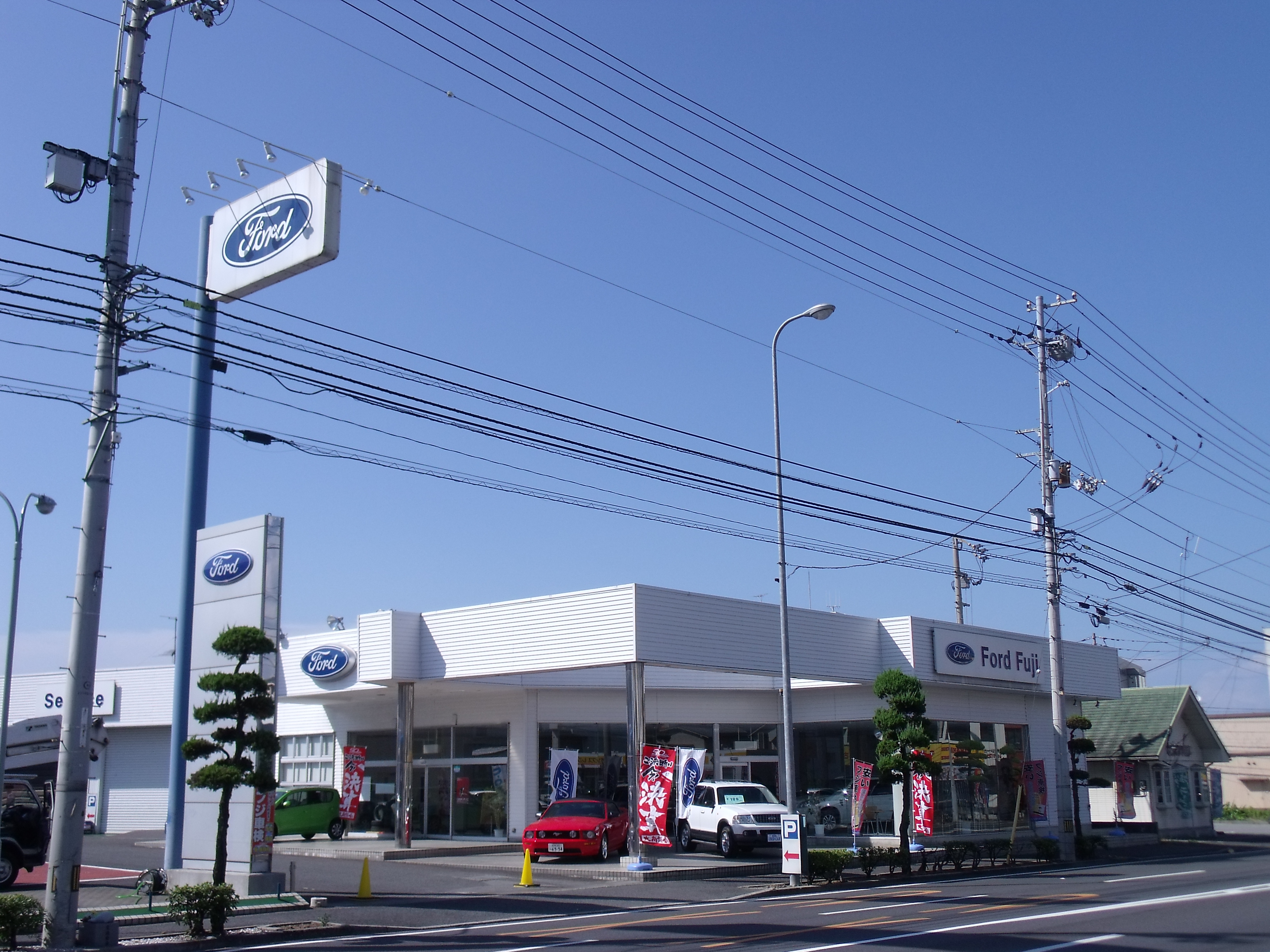
旧フォードフジ久万ノ台店

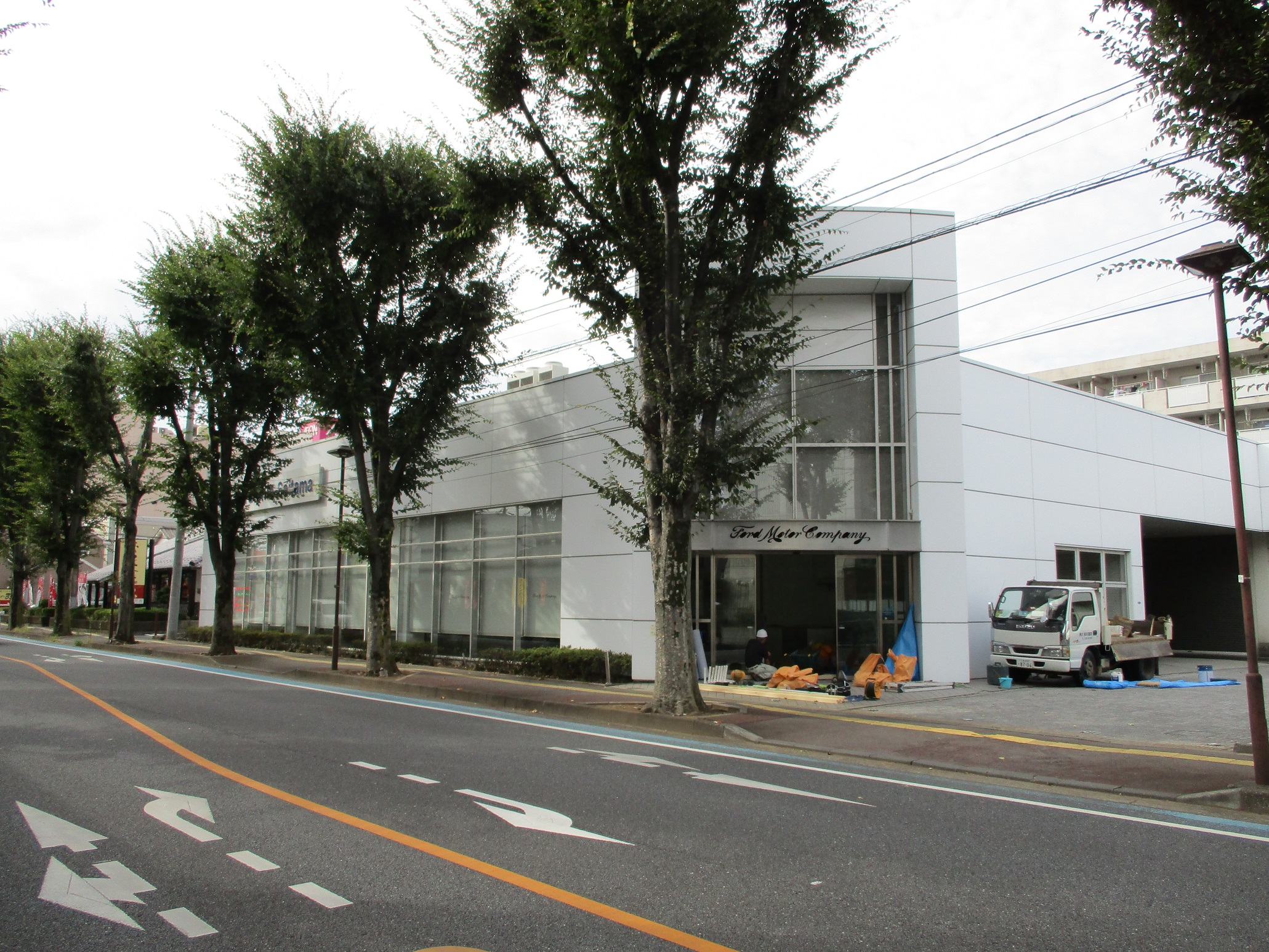
旧フォードジャパンディーラーリミテッド・フォード新埼玉浦和店（旧ジャスコカーライフ・オートラマライフ浦和店）

日本ではフォード＝アメリカ車というイメージが強くヨーロッパ製フォード車もアメリカ車とみなされ、マツダOEM車両も並行販売しているため輸入フォード車もマツダのバッジエンジニアリングだと誤解される、などフォードに対する一般認知度の低さや、前述の低価格路線によるブランドイメージ悪化などの問題を解消するため2000年より下記の見直し策を実施した。
- マツダとフォード各々のブランドを明確化するためにマツダOEM車の販売を中止（ただしトリビュートの兄弟車であるエスケープは継続）する。
- 各店舗の内外装をFJLで定めた統一基準デザインに準拠する。
- SUV・スポーツ系車種はアメリカ製、その他の車種はヨーロッパ製として広告面で強調する。
- フォード＝廉価というイメージを払拭し、プレミアム性向上のため低価格路線の撤廃。

本施策では主力商品のマツダOEM車販売中止による販売台数の低下や、ブランドイメージの確立よりも先に店舗数の減少などの悪影響が発現し、プレミアム性向上を目的としながら2002年にリンカーンの販売を取り止めるなど矛盾点も散見された。

### 販売戦略の転換
2007年半ば以降は導入車種や広告展開の見直しを図り、対日導入車種を北米系SUV車及びマスタングとしてヨーロッパ製車種の取り扱いを停止、『フォード＝アメリカ』のイメージ戦略を展開。ようやく認知度を高めつつあったヨーロッパ製車種ではあったが、輸入ロット数が少ないためフォードオブヨーロッパから採算の合わない日本仕様への対応を断られたことと、為替レートのユーロ高によりヨーロッパ製フォード車の価格を大幅に値上げしなければ販売できなくなったため、輸入中断せざるを得なくなった事情があり、これが販売戦略の方針転換に繋がった。
これにより販売車種が減ってしまうこともあり、2008年5月にリンカーン・ナビゲーターの日本販売を機にリンカーンブランドの取扱いを再開、2008年9月にリンカーン・MKXの販売を開始した。既販売車種についても、装備を充実させた限定車を積極的に投入するなどした販売活動を展開。しかし、消極的な広告宣伝活動やリーマン・ショックに端を発する景気後退も重なって系列ディーラーの撤退は止まらず、販売戦略の見直し及び販売網の再構築のため、2010年10月に久々のヨーロッパ製となる新型車・クーガの取り扱いを開始した。以降も「One Ford」コンセプトの商品群であるフォーカス、フィエスタ、エコスポーツを投入し、2010年の年間2507台の歴代最低台数から徐々に盛り返し、2015年は年間4856台となっていた。

## 取り扱い車種
2016年6月現在、以下の車種を販売していた。
- マスタング
- フィエスタ
- エクスプローラー
- エコスポーツ
- クーガ
- フォーカス
- リンカーン・ナビゲーター
- リンカーン・MKX

## 過去の取り扱い車種
- エスケープ
- モンデオ
- KA
- トーラス
- プローブ
- リンカーン・コンチネンタル
- リンカーン・LS